# Dușmani invizibili
Dușmani invizibili este un film românesc din 1960 regizat de Dona Barta.